# Horinger
Horinger (tiếng Trung: 和林格尔; bính âm: Hé lín gé ěr, Hán Việt: Hòa Lâm Cách Nhĩ huyện) là một huyện của địa cấp thị Hohhot, khu tự trị Nội Mông Cổ, Trung Quốc. Huyện có 7.600 người dân tộc Mông Cổ, chiếm khoảng 4,1% tổng dân số.

### Trấn
- Thành Quan (城关镇)
- Thịnh Nhạc (盛乐镇)
- Tân Điếm Tử (新店子镇)

### Hương
- Dương Quần Câu (羊群沟乡)
- Hắc Lão Yêu (黑老夭乡)
- Đại Hồng Thành (大红城乡)
- Xá Tất Nhai (舍必崖乡)

### Khác
- Khu kinh tế Thượng Nhạc (盛乐经济园区)